# The Lost Song Part 3
The Lost Song Part 3 è un singolo del gruppo musicale britannico Anathema, pubblicato il 20 maggio 2014 l'unico estratto dal decimo album in studio Distant Satellites.

## Tracce
CD promozionale (Regno Unito)
1. The Lost Song Part 3 (Radio Edit) – 3:55
2. The Lost Song Part 3 (Album Version) – 5:22

Download digitale
1. The Lost Song Part 3 – 5:22
2. Coda – 1:12
3. The Lost Song Part 3 (Ambient Mix) – 5:28

7" (Europa)
- Lato A

1. The Lost Song Part 3 – 5:22

- Lato B

1. The Lost Song Part 3 (Ambient Mix) – 5:28

## Formazione
Gruppo
- Vincent Cavanagh – voce, programmazione, sintetizzatore, chitarra, tastiera, arrangiamenti musicali aggiuntivi
- John Douglas – percussioni acustiche ed elettroniche, sintetizzatore, batteria, tastiera
- Daniel Cavanagh – pianoforte elettrico ed acustico, chitarra elettrica e acustica, tastiera, voce, arrangiamento strumenti ad arco
- Lee Douglas – voce
- Jamie Cavanagh – basso
- Daniel Cardoso – batteria

Altri musicisti
- Christer-André Cederberg – basso
- Dave Stewart – arrangiamento strumenti ad arco
- Wetle Holte – programmazione, percussioni e batteria aggiuntive (traccia 10)

Produzione
- Christer-André Cederberg – produzione, missaggio
- Daniel Cavanagh, Vincent Cavanagh, John Douglas – coproduzione
- Chris Sansom – mastering